# Castres (Tarn)
Castres (in occitano Castras) è un comune francese di 44 366 abitanti situato nel dipartimento del Tarn nella regione dell'Occitania.

## Sport
- Castres Olympique, squadra di rugby.

## Società

### Evoluzione demografica
Abitanti censiti

## Amministrazione

### Gemellaggi
- Linares
- Wakefield
- Butare